# Lewis Carroll
Lewis Carroll (ang. [ˈluːɪs ˈkæɹəɫ]), właściwie Charles Lutwidge Dodgson (ang. [ˈt͡ʃɑːɫz ˈlʌtwɪd͡ʒ ˈdɒd͡ʒsən]; ur. 27 stycznia 1832 w Daresbury, zm. 14 stycznia 1898 w Guildford) – angielski naukowiec i artysta: matematyk, pisarz, poeta oraz fotograf; profesor Uniwersytetu Oksfordzkiego, autor powieści Alicja w Krainie Czarów (1865) i Po drugiej stronie lustra (1871). W matematyce zajmował się głównie geometrią, algebrą, logiką i zastosowaniem matematyki do teorii głosowań.

## Życiorys

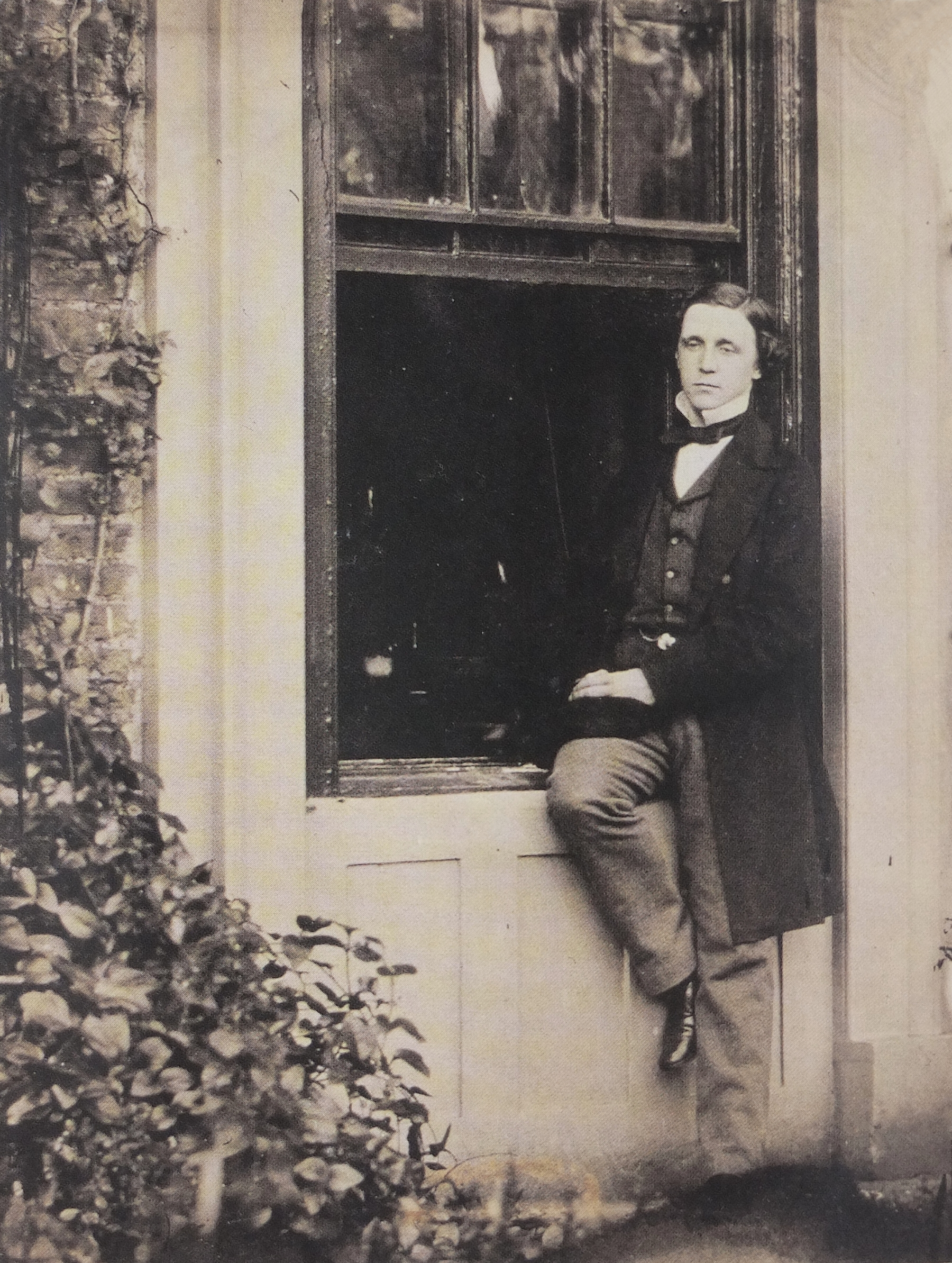
Autoportret Lewisa Carrolla z 1857 roku

Był synem anglikańskiego duchownego, Charlesa Dodgsona. Ukończył studia matematyczne na Uniwersytecie Oksfordzkim i w latach 1855–1881 był wykładowcą tej uczelni w Church College. W 1877 roku przyjął święcenia diakonatu w Kościele anglikańskim. Na stałe mieszkał w Oksfordzie, jedyną podróż zagraniczną odbył w 1867 roku do Moskwy i Petersburga (po drodze odwiedził Wrocław, Gdańsk i Warszawę).
Jako matematyk był autorem ok. 250 prac naukowych z zakresu matematyki, logiki i kryptografii. Interesował się zagadkami matematycznymi i grami liczbowymi, opracowując ich zasady. Swoje publikacje zawodowe podpisywał właściwym imieniem i nazwiskiem, pseudonimem posługując się wyłącznie w twórczości artystycznej.
Poza twórczością literacką był także fotografem, uważany jest za najlepszego XIX-wiecznego portrecistę dzieci i dorosłych oraz jednego z prekursorów fotografii artystycznej. Jego prace są wymieniane m.in. obok zdjęć, które wykonała Julia Margaret Cameron.
Cierpiał na migrenę. W swoim dzienniku w roku 1880 opisał swój pierwszy epizod migreny z aurą.
Po latach doszukiwano się przesłanek na poparcie hipotezy, jakoby miałby być Kubą Rozpruwaczem, ale nie znaleziono żadnych pewnych dowodów. Twórcą tej hipotezy jest Richard Wallace, który opublikował ją w książce Jack the Ripper, Light-Hearted Friend. Teorię opartą na rzekomych wiadomościach ukrytych w anagramach zdyskredytowała Karoline Leach.

## Twórczość literacka

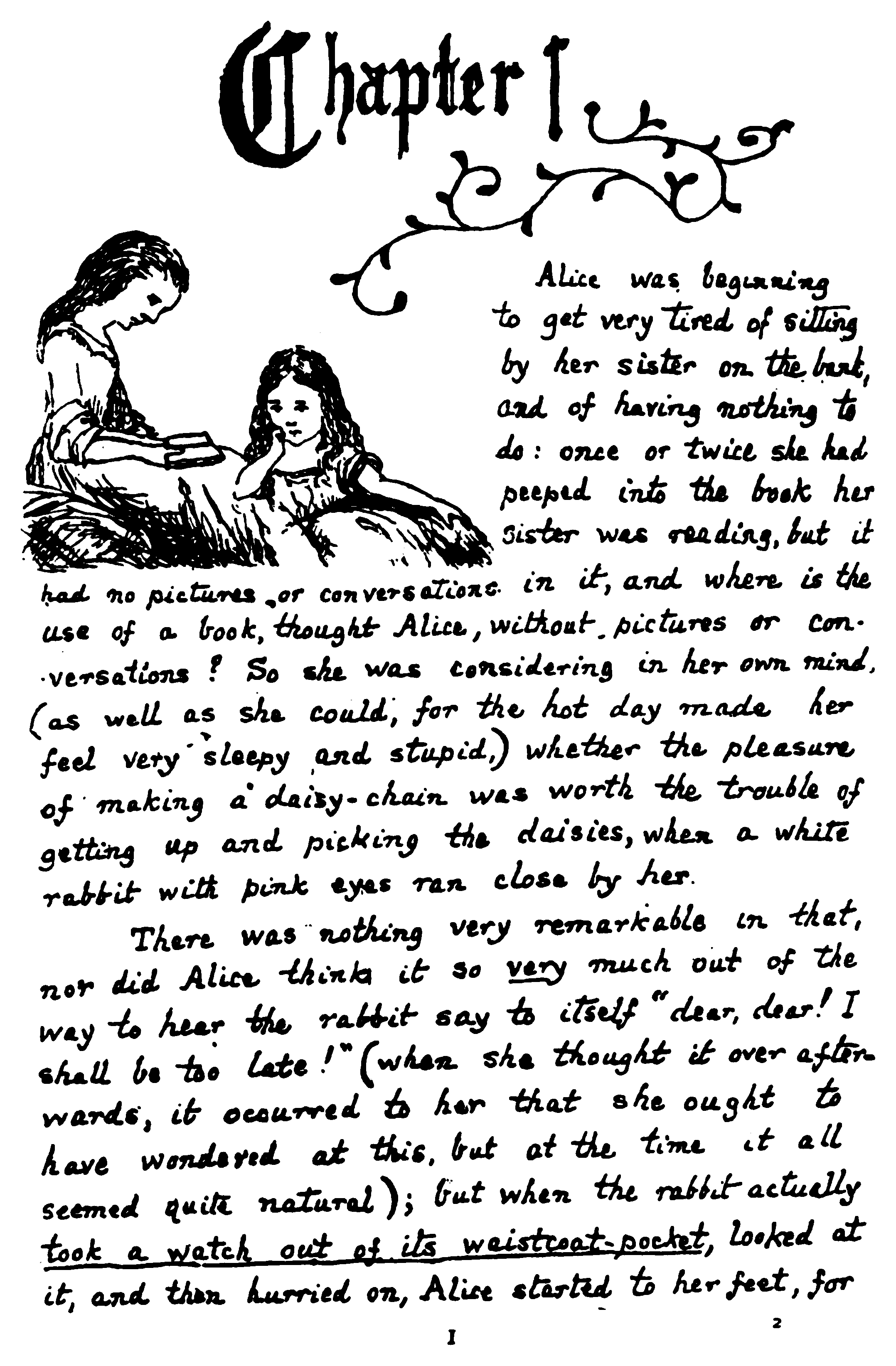
Rękopis pierwszego rozdziału Alicji w Krainie Czarów z ilustracją autora

Carroll zadebiutował w 1856 poematem Solitude (Samotność) w humorystycznym czasopiśmie „The Train”.
Najbardziej znanymi jego utworami jest Alicja w Krainie Czarów (Alice’s Adventures in Wonderland, 1865) i jej kontynuacja Po drugiej stronie lustra (Through the Looking-Glass, 1871). Za pierwowzór postaci Alicji uważana jest Alice Liddell, córka dziekana oksfordzkiego kolegium Christ Church i wicerektora (1870-1874) Uniwersytetu Oksfordzkiego, Henry’ego George’a Liddella. Obie te książki, mieszające elementy baśniowe i realistyczne, pełne absurdu i groteski, zdobyły wielką popularność wśród dziecięcych i dorosłych czytelników.

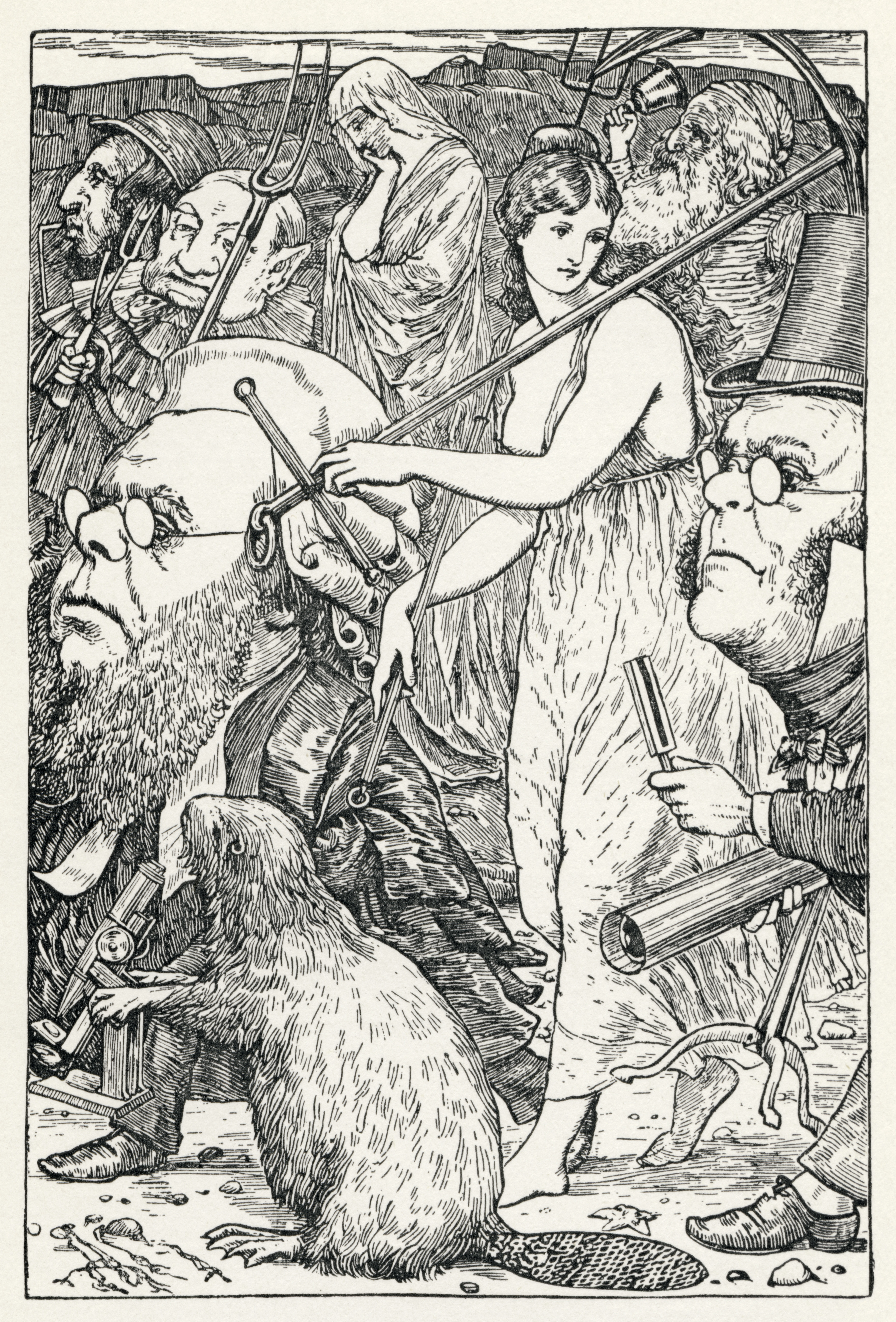
Szósta z ilustracji Henry'ego Holidaya do „The Hunting of the Snark” Lewisa Carrolla.

Carrol jest też autorem poematu absurdalnego Wyprawa na żmirłacza (The Hunting of the Snark, 1875) oraz wiersza Jabberwocky (1855); w tym ostatnim poeta stworzył wiele neologizmów oraz nowych form gramatycznych. Carrol opublikował także dwie powieści dla dorosłych: Sylvie and Bruno (1889) oraz Sylvie and Bruno Concluded (1893).

### Utwory literackie
- Przygody Sylwii i Bruna
- Alicja w Krainie Czarów
- Po drugiej stronie lustra
- Wyprawa na żmirłacza
- Rhyme? And Reason?
- A Tangled Tale
- Three Sunsets and Other Poems
- Pillow Problems
- What the Tortoise Said to Achilles
- Jabberwocky
- Phantasmagoria and Other Poems

## Fotografia

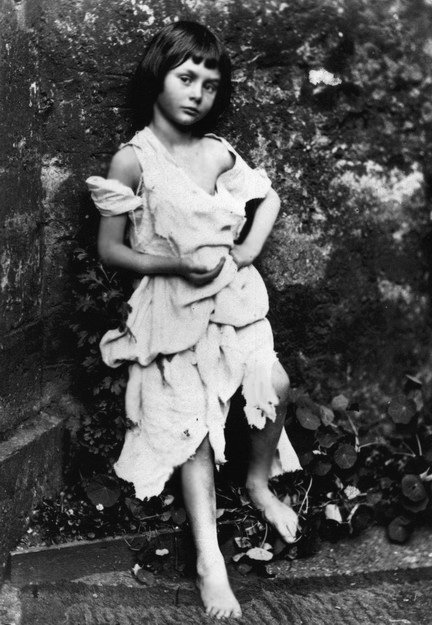
L. Carroll, The Beggar Maid, 1858

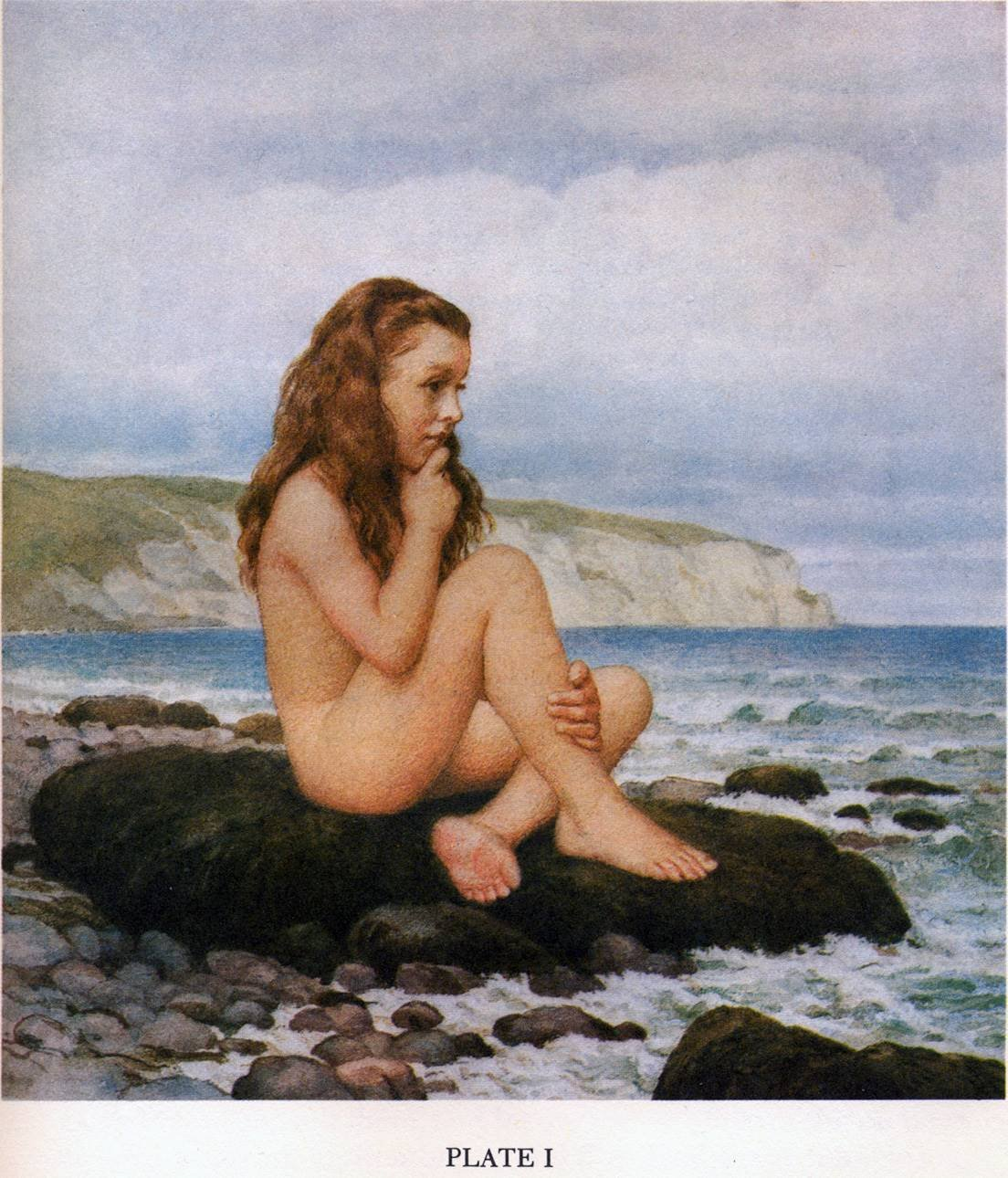
L. Carroll, Beatrice Hatch, 1873 (odbitka kolorowana ręcznie)

Charles Dodgson należał do fotografów-amatorów, których spora grupa działała w tym okresie w Europie (np. Julia Margaret Cameron, Clementina Hawarden). Były to osoby dobrze sytuowane, które wykonywanie zdjęć traktowały jako przyjemną rozrywkę, a nie sposób na zarabianie pieniędzy. W kręgach tych wytworzył się specyficzny styl, cechujący się bardziej swobodnym upozowaniem modeli (rodziny i znajomych) niż w przypadku komercyjnych zdjęć wykonywanych w studiu.
Dodgson zajął się fotografią pod wpływem swojego kolegi, lekarza Reginalda Southeya. Swoje pierwsze fotografie Dodgson wykonał w maju 1856. Odtąd, przez kolejnych 25 lat, fotografia stanowiła jedno z jego najważniejszych zajęć i przez ten czas wykonał, jak się szacuje, ok. 3000 zdjęć, z których większość stanowiły portrety wykonane w technice kolodionowej. Jednak wbrew obiegowym opiniom autor Alicji w Krainie Czarów nie fotografował wyłącznie dzieci – ich zdjęcia stanowią ok. 50% wszystkich; pozostałe przedstawiają osoby dorosłe, rodzinę autora, pejzaże, martwe natury itp. W kontekście fotografii dzieci Dodgsona często pojawia się problem jego rzekomej pedofilii. Jakkolwiek nie ma żadnego dowodu, iż tak było faktycznie, to zdjęcia małych dziewczynek z dzisiejszego punktu widzenia są przywoływane w kontekście domniemanych skłonności autora. Należy wspomnieć, że pierwsze interpretacje dotyczące seksualności pojawiły się wraz z falą freudowskiej interpretacji Alicji w Krainie Czarów w latach 30 XX wieku. Część badaczy widzi w tych przedstawieniach wyraz sentymentalnego zamiłowania Dodgsona do niewinnego piękna dzieci, a nie dowód jego niezdrowych skłonności. Sam Dodgson nigdy nie ujawniał jakichkolwiek oznak pedofilii; w porównaniu do niektórych mu współczesnych, nie demonizował aktów dorosłych kobiet, a całokształt jego fotografii dzieci wpisuje się w trendy epoki wiktoriańskiej.
Dodgson dobrze opanował trudną technikę kolodionową i wiążącą się z nią konieczność obliczania czasu naświetlania. Początkowo wskazówek udzielał mu Southey, potem studiował technikę innych fotografów, których zdjęcia były prezentowane na wystawach Photographic Society of London. Szczególnie podziwiał Williama Lake Price’a i Oscara Gustave’a Rejlandera, a w późniejszym okresie Clementinę Hawarden i Julię Margaret Cameron.
W pierwszym okresie swojej twórczości fotograficznej (1856-1862) Dodgson działał z entuzjazmem typowym dla nowicjusza. Wykonał wówczas ok. 700 zdjęć. Nie miał stałego studia. Od samego początku koncentrował się na portretach, w przeciwieństwie do sobie współczesnych fotografów, którzy preferowali raczej nastrojowe pejzaże czy widoki ruin. Portrety komponował bardzo precyzyjnie, zwracając uwagę na szczegóły. Fotografując dzieci aparat ustawiał nieco poniżej wysokości ich oczu, tak że są one ukazane lekko od dołu. Typowym zdjęciem dla tego okresu jest portret Alice Liddell jako The Beggar Maid (1858), przytaczane często jako dowód na niezdrowe zainteresowanie pisarza 6-letnią wówczas Alice. Jednak najprawdopodobniej fotografia była częścią pary – na drugiej Alice ukazana była w swoim najlepszym ubraniu, tworząc w ten sposób swego rodzaju dyptyk z „personifikacjami” biedy i bogactwa.
W latach 1863–1871 Dodgson wykonywał zdjęcia w studiu w pobliżu Christ Church w Oxfordzie. Jest to czas jego dojrzałości artystycznej; to wówczas wydał obie części Alicji. Wykonał ok. 200 fotografii.
Ostatnia faza jego działalności rozpoczyna się w 1872, wraz z zainaugurowaniem nowego studia fotograficznego, znajdującego się w domu Dodgsona. Pisarz był wówczas mniej aktywny na polu fotografii, zajmując się m.in. nauczaniem i pisaniem – wykonywał ok. 60-80 zdjęć rocznie. Jego ulubioną modelką była w tym czasie Alexandra Kitchin.